# Vitali Galysh
Bản mẫu:Eastern Slavic name
Vitali Yuryevich Galysh (tiếng Nga: Виталий Юрьевич Галыш; sinh ngày 13 tháng 5 năm 1990) là một cầu thủ bóng đá người Nga. Anh thi đấu cho FC Sibir Novosibirsk.